# Jacek Morajko
Jacek Tadeusz Morajko (Opole, 26 aprile 1981) è un ex ciclista su strada polacco.

## Palmarès

### Strada
- 2004 (Antarte-Rota dos Móveis, una vittoria)

3ª tappa - parte b Grand Prix Barbot
- 2006 (Carvalhelhos-Boavista, una vittoria)

Gran Premio Área Metropolitana de Vigo
- 2008 (Madeinox-Boavista, due vittorie)

Puchar Wojta Gminy Chrzastowice
1ª tappa Volta a Tras Os Montes e Alto Douro (Vila Real > Mêda)
- 2009 (Mróz, una vittoria)

2ª tappa Szlakiem Grodów Piastowskich (Legnica > Świdnica)
- 2010 (Mróz-Active Jet, cinque vittorie)

Classifica generale Małopolski Wyścig Górski
Campionati polacchi, Prova in linea Elite
4ª tappa Wyścig Solidarności i Olimpijczyków (Radom > Kielce)
5ª tappa Wyścig Solidarności i Olimpijczyków (Jasło > Krosno)
Classifica generale Wyścig Solidarności i Olimpijczyków
- 2011 (CCC-Polsat-Polkowice, due vittorie)

Grand Prix Jasnej Góry
Puchar Uzdrowisk Karpackich
- 2014 (CCC-Polsat-Polkowice, una vittoria)

5ª tappa Wyścig Solidarności i Olimpijczyków (Strzyżów > Jarosław)

#### Altri successi
- 2014 (CCC-Polsat-Polkowice)

3ª tappa, 1ª semitappa Sibiu Cycling Tour (Sibiu, cronosquadre)
1ª tappa Dookoła Mazowsza (Nowy Dwór Mazowiecki, cronosquadre)
- 2017 (Wibatech 7R Fuji)

Classifica scalatori East Bohemia Tour

## Piazzamenti

### Competizioni mondiali
- Campionati mondiali

Zolder 2002 - In linea Under-23: 108º
Stoccarda 2007 - In linea Elite: ritirato
Mendrisio 2009 - In linea Elite: ritirato
Limburgo 2012 - In linea Elite: 101º
- Giochi olimpici

Pechino 2008 - In linea: 54º

### Competizioni europee
- Campionati europei

Bergamo 2002 - In linea Under-23: 31º